# Fufu (Speise)

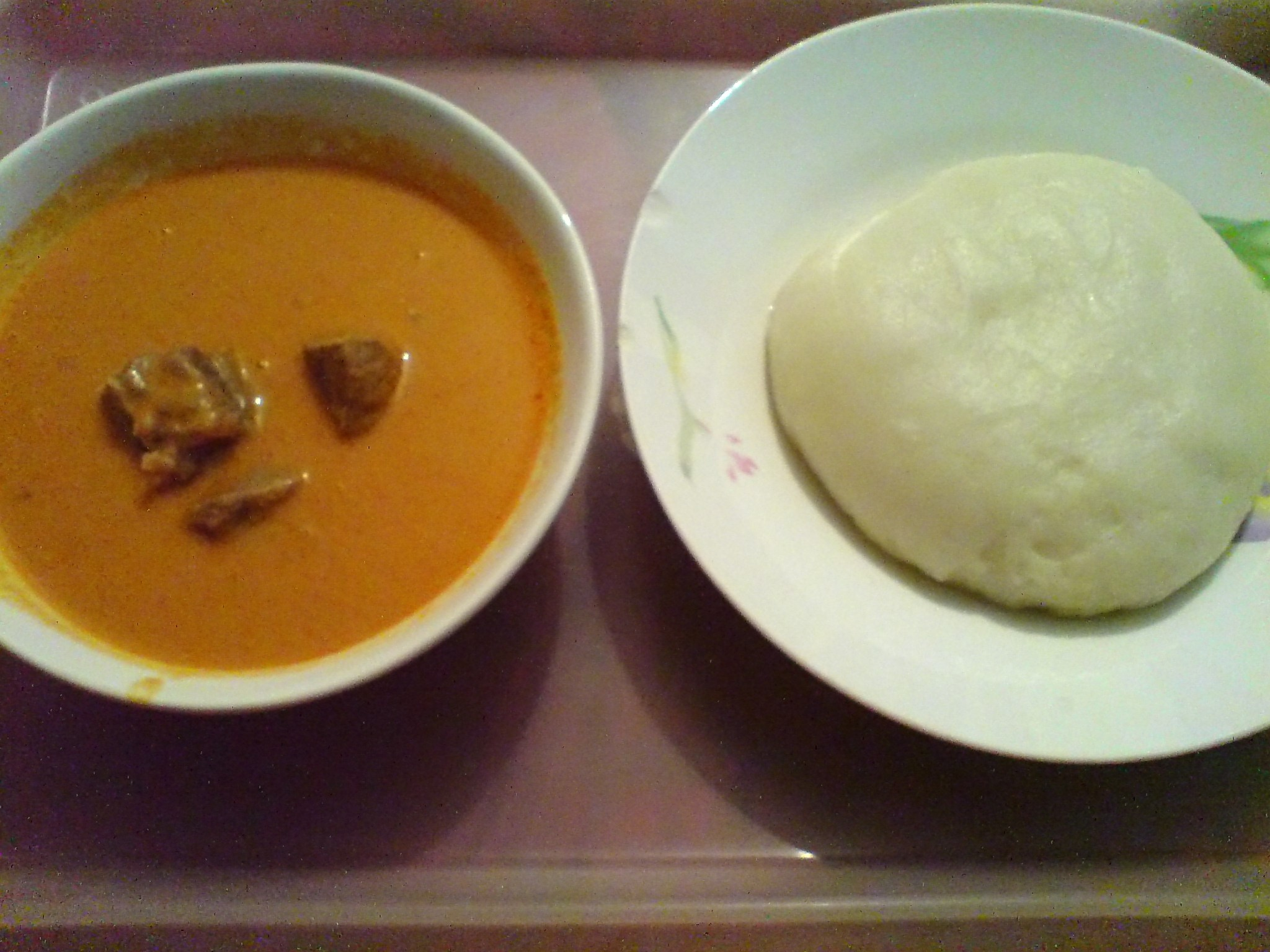
Fufu (rechts)

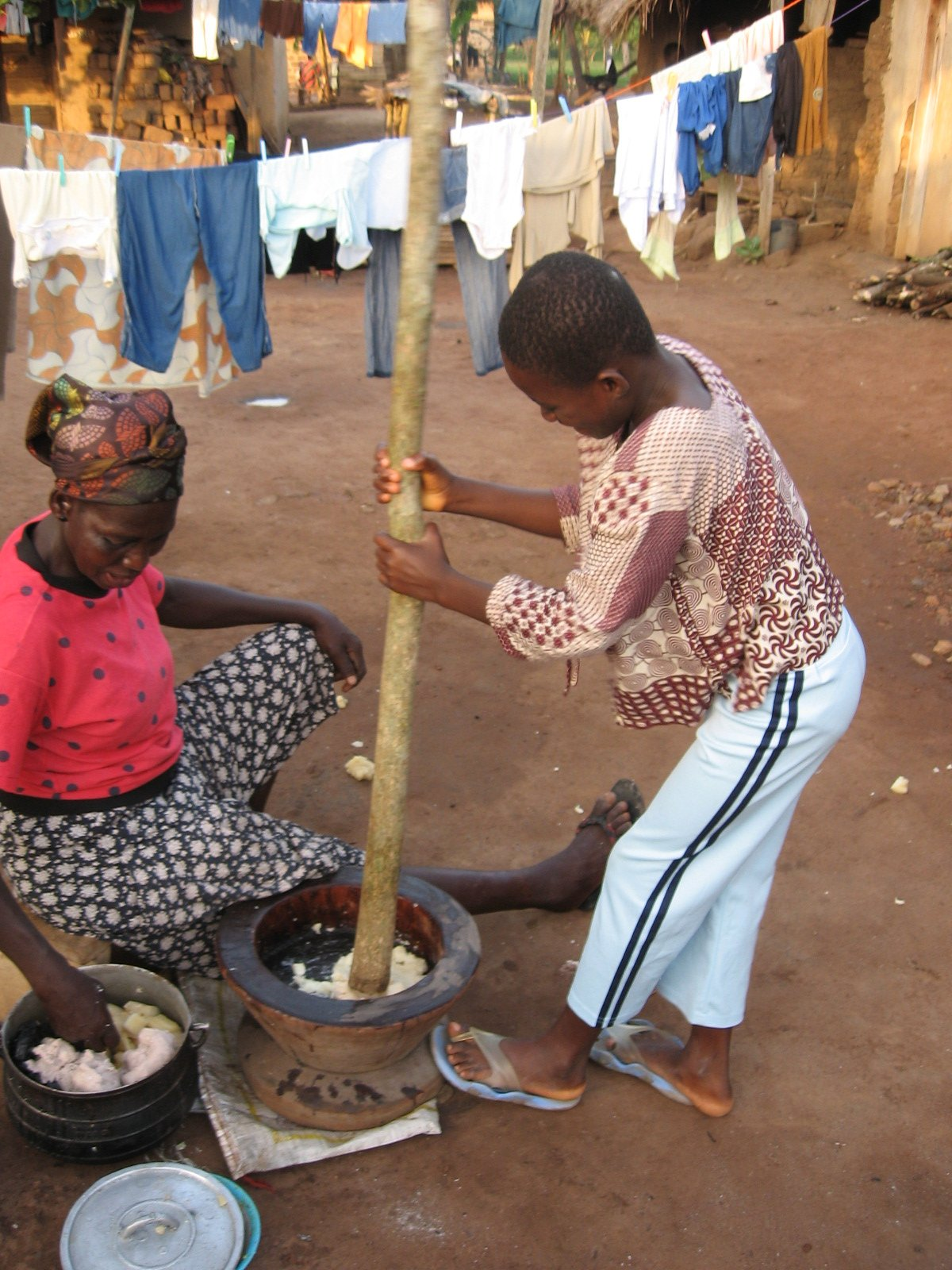
Herstellung von Fufu

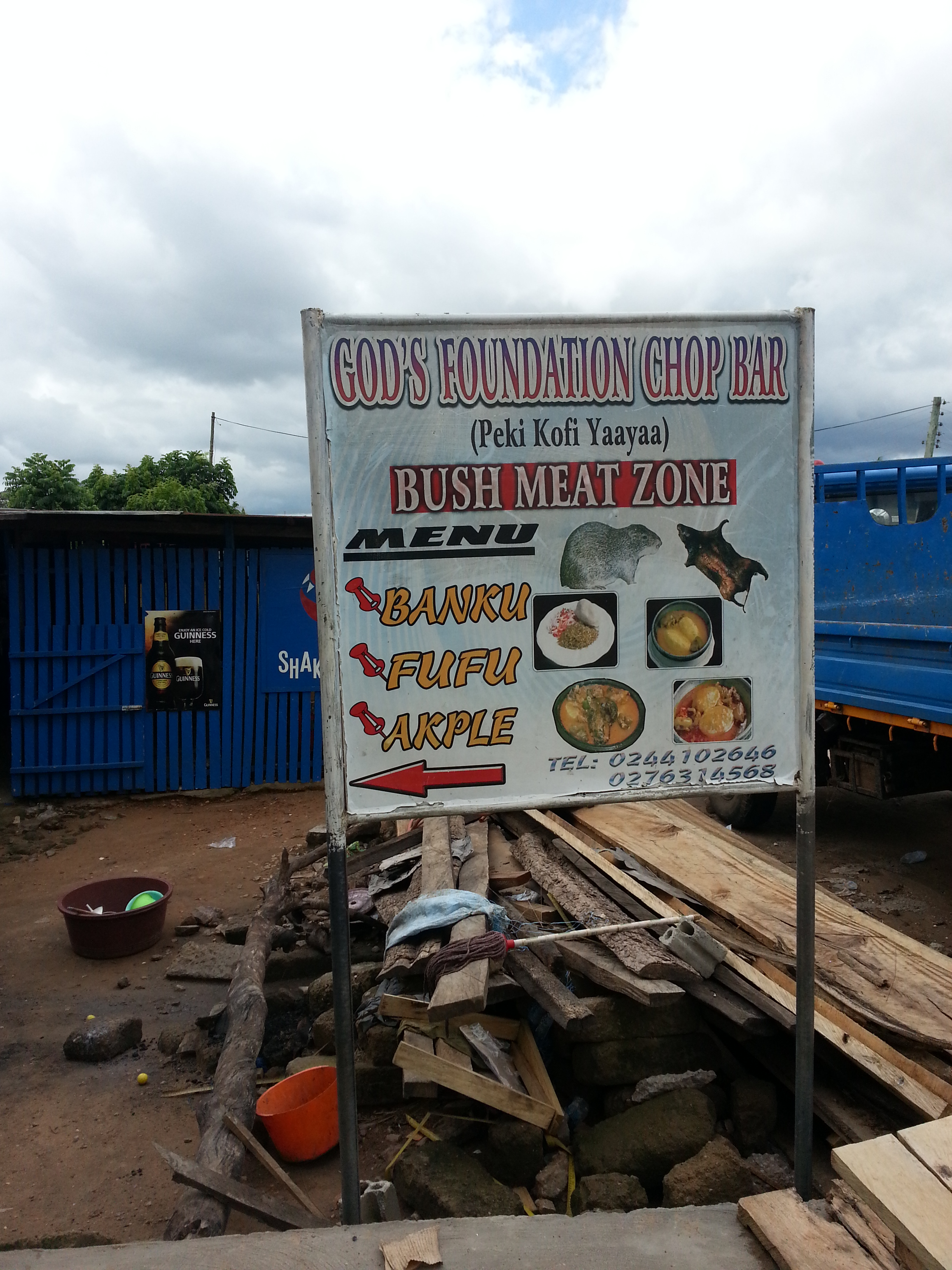
Eine Werbetafel in Ghana bewirbt eine Chop Bar, die Fufu anbietet. (2014)

Fufu oder Foufou bezeichnet in der west- und zentralafrikanischen Küche einen festen und stärkehaltigen Brei aus Maniok oder Yams und Kochbananen. Er ist vor allem in Ghana, Benin, Togo, Kamerun, Kongo-Brazzaville, Demokratische Republik Kongo, Gabun und Nigeria Hauptbestandteil oder Beilage vieler Gerichte.

## Zubereitung
Zur traditionellen Zubereitung werden Maniok und grüne Kochbananen im Verhältnis zwei zu eins in Stücke geschnitten, etwa eine Viertelstunde gekocht und in einem großen Mörser zerstampft oder mit dem Mixer püriert, bis eine zähe Masse entsteht. Anschließend wird der Fufu zu portionsgroßen Klößen geformt und mit einer würzigen Suppe oder Sauce serviert. Gegessen wird Fufu, indem man mit den Fingern der rechten Hand mundgerechte Bällchen formt, in die Suppe tunkt und zum Mund führt. Da die Bällchen häufig sehr klebrig sind, lassen sie sich schlecht kauen und werden üblicherweise im Ganzen geschluckt.
Statt Maniok können auch Yams, Taro oder andere sehr stärkehaltige Pflanzen verwendet werden, die verwendeten Wurzeln und Mengen variieren dabei je nach Region. Im Kongo gehört ein Maisbrei gleichen Namens zu den Grundnahrungsmitteln, der auch in vielen Ländern des östlichen und südlichen Afrikas unter anderen, regional verschiedenen Namen bekannt und in Ostafrika – dort Ugali genannt – das am meisten verzehrte Gericht überhaupt ist.
In Gegenden, in denen die Originalzutaten nicht erhältlich sind, kann ein Fufu-Ersatz aus Speisestärke (oder Weizengrieß) und Instant-Kartoffelpüree im Verhältnis eins zu eins sowie Wasser hergestellt werden. Der Stärkeanteil ist dann allerdings wesentlich höher.